# Matopo inangulata
Matopo inangulata är en fjärilsart som beskrevs av George Francis Hampson 1909. Matopo inangulata ingår i släktet Matopo och familjen nattflyn. Inga underarter finns listade i Catalogue of Life.